# Alianza Social (Polonia)
La Alianza Social fue una coalición electoral creada para las elecciones locales polacas de 1998. Formado el 27 de junio de 1998, la Alianza Social incluía el Partido Campesino Polaco, junto con sus socios de partidos de izquierda más pequeños como el Unión del Trabajo, el Partido Nacional de Jubilados y Pensionados y la Autodefensa de la República de Polonia.
La coalición obtuvo 89 escaños en los sejmiks de los voivodatos y 4.583 asientos concejales en los powiats y gminas. Sin embargo, la coalición fue de corta duración, se disolvió en las elecciones locales en 2002.